# Мобо, Джонатан
Джонатан Майкл Мобо (англ. Jonathan Michael Mogbo; род. 29 октября 2001, Уэст-Палм-Бич, Флорида) — американский профессиональный баскетболист клуба НБА «Торонто Рэпторс».

## Ранние годы
Джонатан вырос в Веллингтоне, штат Флорида, в семье Чака и Карен Мобо. Его отец имеет нигерийское происхождение, а мать — ямайка. У Мобо есть два старших сводных брата и один старший родной брат.
Мобо играл в футбол и не занимался баскетболом, пока не пошёл в четвёртый класс. Он играл вместе со Скотти Барнсом в баскетбольной команде Любительского спортивного союза. Барнс жил с Мобо и его семьей во время своего первого года обучения, когда они оба учились в средней школе Кардинал Ньюманl в Уэст-Палм-Бич, Флорида. Позже Мобо учился в средней школе Форест Хилл.

## Карьера в колледже
В старшей школе Мобо не получил приглашений из Дивизиона I и начал свою баскетбольную карьеру в Колледже Независимости. Он перевёлся в Колледж A&M Северо-Восточной Оклахомы перед началом второго сезона. Мобо в среднем набирал 14,3 очка, 10,3 подбора и 1,4 блок-шота за игру в составе «Голден Норсмен».
Мобо перешёл в «Миссури Стейт» на свой третий сезон. Он был стартовым тяжёлым форвардом «Беарз» и в среднем набирал 8 очков, 7 подборов, 1,4 передачи, 1,3 перехвата и 1,1 блока за игру. После сезона Мобо вошёл в портал трансферов NCAA.
В конечном итоге Мобо перешёл в «Сан-Франциско». Он был назван новичком года конференции WCC и вошёл в первую сборную конференции, набирая в среднем 14,2 очка и делая 10,1 подбора за игру, что является рекордом конференции. После сезона Могбо выставил свою кандидатуру на драфт НБА 2024 года и снова вошёл в портал трансферов NCAA. Он решил остаться на драфте и отказаться от оставшегося сезона права на поступление в колледж.

## Профессиональная карьера

### Торонто Рэпторс (2024—н.в.)
27 июня 2024 года Мобо был выбран под 31-м номером командой «Торонто Рэпторс» на драфте НБА 2024 года, а 4 июля подписал с ними контракт. В течение своего дебютного сезона он несколько раз привлекался к фарм-клубу «Рэпторс 905». 9 апреля 2025 года Мобо оформил свой первый в карьере трипл-дабл, набрав 17 очков, отдав 11 результативных передач и сделав 10 подборов в победной игре против «Шарлотт Хорнетс» (126:96).

## Статистика

### Статистика в НБА
| Сезон                                                                                    | Команда | Регулярный сезон | Регулярный сезон | Регулярный сезон | Регулярный сезон | Регулярный сезон | Регулярный сезон | Регулярный сезон | Регулярный сезон | Регулярный сезон | Регулярный сезон | Регулярный сезон | Серия плей-офф | Серия плей-офф | Серия плей-офф | Серия плей-офф | Серия плей-офф | Серия плей-офф | Серия плей-офф | Серия плей-офф | Серия плей-офф | Серия плей-офф | Серия плей-офф |
| Сезон                                                                                    | Команда | GP               | GS               | MPG              | FG%              | 3P%              | FT%              | RPG              | APG              | SPG              | BPG              | PPG              | GP             | GS             | MPG            | FG%            | 3P%            | FT%            | RPG            | APG            | SPG            | BPG            | PPG            |
| ---------------------------------------------------------------------------------------- | ------- | ---------------- | ---------------- | ---------------- | ---------------- | ---------------- | ---------------- | ---------------- | ---------------- | ---------------- | ---------------- | ---------------- | -------------- | -------------- | -------------- | -------------- | -------------- | -------------- | -------------- | -------------- | -------------- | -------------- | -------------- |
| 2024/25                                                                                  | Торонто | 63               | 18               | 20,4             | 43,8             | 24,3             | 73,2             | 4,9              | 2,3              | 0,9              | 0,5              | 6,2              | Не участвовал  | Не участвовал  | Не участвовал  | Не участвовал  | Не участвовал  | Не участвовал  | Не участвовал  | Не участвовал  | Не участвовал  | Не участвовал  | Не участвовал  |
|                                                                                          | Всего   | 63               | 18               | 20,4             | 43,8             | 24,3             | 73,2             | 4,9              | 2,3              | 0,9              | 0,5              | 6,2              | Не участвовал  | Не участвовал  | Не участвовал  | Не участвовал  | Не участвовал  | Не участвовал  | Не участвовал  | Не участвовал  | Не участвовал  | Не участвовал  | Не участвовал  |
| Наведите курсор мыши на аббревиатуры в заголовке таблицы, чтобы прочесть их расшифровку. |         |                  |                  |                  |                  |                  |                  |                  |                  |                  |                  |                  |                |                |                |                |                |                |                |                |                |                |                |

### Статистика в NCAA
| Сезон | Команда       | Conf  | Class | GP | GS | MPG  | FG%  | 3P% | FT%  | RPG  | APG | SPG | BPG | PPG  |
| --- | ------------- | ----- | ----- | -- | -- | ---- | ---- | --- | ---- | ---- | --- | --- | --- | ---- |
| 2022/23 | Миссури Стейт | MVC   | JR    | 30 | 28 | 24,4 | 58,9 | -   | 43,2 | 7,0  | 1,4 | 1,3 | 1,1 | 8,0  |
| 2023/24 | Сан-Франциско | WCC   | JR    | 34 | 34 | 28,9 | 63,6 | 0,0 | 69,2 | 10,1 | 3,6 | 1,6 | 0,8 | 14,2 |
| Всего | Всего         | Всего | Всего | 64 | 62 | 26,8 | 61,9 | 0,0 | 57,8 | 8,7  | 2,6 | 1,4 | 1,0 | 11,3 |
| Наведите курсор мыши на аббревиатуры в заголовке таблицы, чтобы прочесть их расшифровку Статистика приведена с сайта sports-reference.com |               |       |       |    |    |      |      |     |      |      |     |     |     |      |